# チョン・ガラム
チョン・ガラム（朝: 정 가람、漢: 鄭 家藍、英: Jung Ga-ram、1993年2月23日 - ）は、韓国の俳優。韓国慶尚南道密陽市出身。身長183cm、体重72kg、血液型O型、足のサイズ28.5cm。マネジメントSOOP所属。漢陽大学校演劇映画科学士課程卒業。

## 来歴
1993年2月23日に韓国慶尚南道密陽市に生まれた。家族構成は両親と3歳年上の姉。
名前のガラム（가람）は「川」という意味があり、これは祖父が「川のように流れるような人として生きなさい」という意味を込めてつけた名前である。
密陽東明高等学校を卒業後、釜山外国語大学校に進学しインドネシア・マレーシア語を専攻していた。しかし、自分には合わないと感じていた。そして、モデルのアルバイトをしているうちに俳優になりたいと思い始め、大学を中退して20歳の時にソウルに上京した。
上京する際、最初は6ヵ月だけという期限を両親につけられていた。その間必死にアルバイトをして稼いだお金を俳優活動に回していた。そんな彼の熱心な姿を見て、両親も彼を認めて期限は無くなり、現在は両親共に彼の活動を応援している。
ソウルに上京後、東亜放送芸術大学校放送芸能科に編入し、漢陽大学校演劇映画科を卒業している。
2011年『ハイキック3 -短足の逆襲-』の端役で俳優デビューする。
その後も活動続け、2016年『4等（原題訳）』で注目を浴びる。2017年『詩人の恋』で青年セユン役を演じた。
2019年『恋するアプリ Love Alarm』でソノの親友・ヘヨン役を演じた。
2020年10月12日から兵役の為、陸軍に入隊。2022年4月11日に除隊。
2022年、『愛と、利と』で俳優復帰を果たした。

## 人物
- 好きな食べ物はキムチチゲ、韓国料理、牡蠣、イチゴなど。[7]嫌いな食べ物はとんかつ。なぜとんかつが嫌いかというと、彼のマネージャーがとんかつが大好きで毎日何を食べるか決める際、『とんかつを食べよう』と歌い、飽きるほど食べたせいで嫌いになってしまった。[8]
- 好きな映画は『アリー/ スター誕生』[7]

- 高校3年生まで自分の血液型はA型だと思っていたが、血液検査をしてO型だと知った。[9]

- 趣味は旅行、運動、バスケットボール、サッカー、休みの日に映画館で映画を見るなど。[10]

- 犬が好きで、実家に犬が三匹いる。

## 出演作品

### 映画
| 公開年 | 邦題 原題                                        | 役名               | 備考       | 出典          |
| ------ | ------------------------------------------------ | ------------------ | ---------- | ------------- |
| 2016   | 4등                                              | 青年時代のクァンス | 日本未公開 | [ 11 ]        |
| 2017   | 詩人の恋 시인의 사랑                             | セユン             |            | [ 12 ]        |
| 2018   | 毒戦 BELIEVER 독전                               | ドンウ             |            | [ 13 ]        |
| 2019   | チョ・ピロ 怒りの逆襲 악질경찰                   | ハン・ギチュル     |            |               |
| 2019   | 感染家族 기묘한 가족                             | チョンビ           |            | [ 14 ] [ 15 ] |
| 2020   | 藁にもすがる獣たち 지푸라기라도 잡고 싶은 짐승들 | ジンテ             |            | [ 16 ] [ 17 ] |
| 2020   | 출장수사                                         | ジュンホ           | 日本未公開 | [ 18 ]        |

### ドラマ
| 放送年    | 邦題 原題                                                | 役名                 | 放送局    | 備考       | 出典   |
| --------- | -------------------------------------------------------- | -------------------- | --------- | ---------- | ------ |
| 2011      | ハイキック3 -短足の逆襲- 하이킥! : 짧은 다리의 역습      |                      | MBC       | 端役       |        |
| 2012      | スタンバイ stand-by 스탠바이                             | イケメンFD           | MBC       | 端役       |        |
| 2013      | 相続者たち 왕관을 쓰려는 자, 그 무게를 견뎌라 – 상속자들 |                      | SBS       | 端役       |        |
| 2013      | ネイルサロン・パリス 〜恋はゆび先から〜 네일샵 파리스    |                      | MBC QueeN |            |        |
| 2014      | 春の輪舞曲（ロンド） 엄마의 정원                         | ユノ                 | MBC       |            |        |
| 2015      | 風の便りに聞きましたけど!? 풍문으로 들었소               | ソン・ミンジェ       | SBS       |            | [ 19 ] |
| 2015      | 나는 걸그룹이다                                          |                      | TVcast    | 日本未公開 |        |
| 2017      | 빙구                                                     | チャン・チャダ       | MBC       | 日本未公開 | [ 20 ] |
| 2018      | ミストレス～愛に惑う女たち～ 미스트리스                  | チャ・ソンホ         | OCN       |            | [ 21 ] |
| 2019-2021 | 恋するアプリ Love Alarm 좋아하면 울리는                  | イ・ヘヨン           | Netflix   |            | [ 22 ] |
| 2019      | 椿の花咲く頃 동백꽃 필 무렵                              | 大人のカン・ピルグ   | KBS 2TV   | 特別出演   |        |
| 2022      | 愛と、利と 사랑의 이해                                   | チョン・ジョンヒョン | JTBC      |            |        |

## 受賞歴
| 年度 | 賞                          | 部門       | 作品         | 結果       | 出典   |
| ---- | --------------------------- | ---------- | ------------ | ---------- | ------ |
| 2016 | 第53回大鐘賞                | 新人男優賞 | 『4등』      | 受賞       | [ 23 ] |
| 2017 | 第8回今年の映画賞           | 新人男優賞 | 『4등』      | 受賞       | [ 24 ] |
| 2018 | 第5回ワイルドフラワー映画賞 | 新人男優賞 | 『詩人の恋』 | ノミネート |        |
| 2018 | 第23回春史大賞映画祭        | 新人男優賞 | 『詩人の恋』 | ノミネート | [ 25 ] |
| 2018 | 第55回大鐘賞                | 新人男優賞 | 『詩人の恋』 | ノミネート | [ 26 ] |